# Vegetació tropical (Martinica)
Vegetació tropical, o Paisatge de Martinica (en francès Végétation tropicale, Martinique), és un quadre de Paul Gauguin fet 1887 a l'illa Martinica. Es conserva a Edimburg, a la Galeria Nacional d'Escòcia Es coneix per la referència número 232 del catàleg Wildenstein-Cogniat (W.232).

## Context
Gauguin va estar uns mesos a Martinica, junt amb el pintor Charles Laval. Venien de treballar en el canal de Panamà per pagar-se el viatge. Es van instal·lar a Le Carbet, prop de l'antiga capital Saint-Pierre. Escriu a la seva dona:
«Ens hem instal·lat en una cabana de negres i és un paradís al costat de l'istme [de Panamà]. Per sota nostre hi ha el mar adornat de cocoters; per sobre, arbres fruiters de totes les espècies a vint-i-cinc minuts de la vila.»
La badia de Saint-Pierre ofereix una vista esplèndida des de Morne d'Orange, el turó situat al sud prop de Le Carbet. A dalt del turó hi ha un pla sense vegetació, i un monument a Notre-Dame-du-Port. Al nord s'hi troba la Montagne Pelée, un volcà que va entrar en erupció el 1902, quinze anys després de pintar el quadre, destruint l'antiga capital i tota la zona.

## Descripció
El paisatge és la vista de la badia de Saint-Pierre des de Morne d'Orange, però Gauguin hi afegeix intencionadament la vegetació eliminant tots els elements de la civilització. Probablement, la vegetació pintada era la que hi havia prop de Le Carbet i Gauguin la trasllada a dalt del turó afegint-hi darrere el paisatge de la badia.

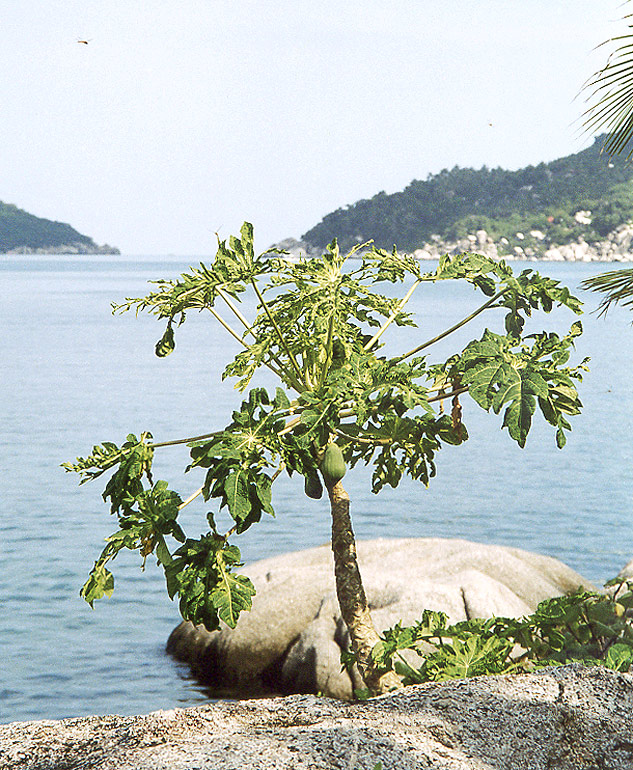
Arbre de papaia
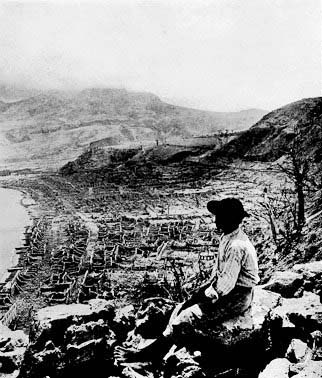
El mateix paisatge després de l'erupció del Mont Pelée, el 1902.
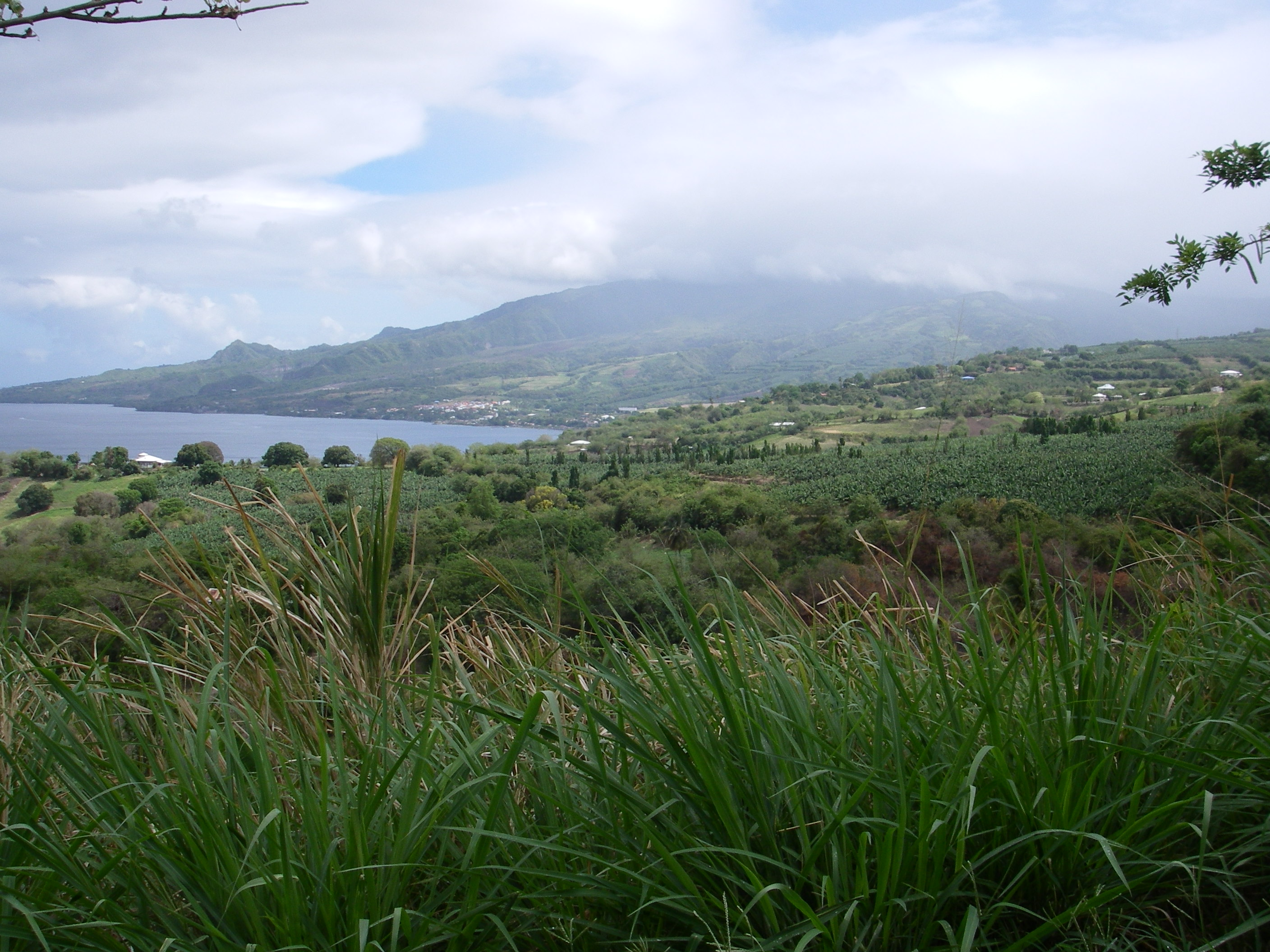
Vista actual de la badia de Saint-Pierre.

Al cantó de baix a la dreta porta la inscripció «1887 / P.Gauguin».
El caràcter exòtic del paisatge queda expressat pels colors brillants. Al fons es veuen els últims vessants del volcà prop del mar. Retallant el cel hi ha un arbre de papaia de dues branques. El fullam en primer pla està fet amb pinzellades visibles d'estil impressionista, en canvi la vegetació baixa i els arbres tenen una forma més estilitzada amb colors plans. L'harmonia de colors i la simplificació de formes són els primers passos del post-impressionisme.
Entre els arbusts apareix un gall, segurament un símbol de la presència francesa. Poc abans Gauguin havia estat en les obres del canal de Panamà i havia vist com la cultura occidental modificava el paisatge i costums autòctons.
L'experiència exòtica de Martinica va ser el preludi de la maduració adquirida anys més tard a Tahití.

## Historial

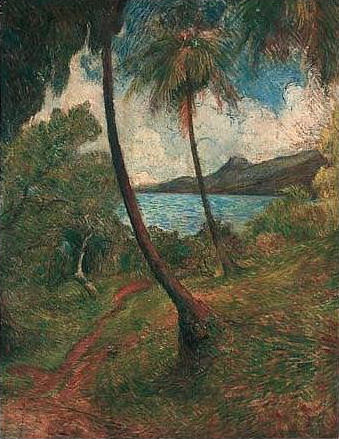
Paisatge de Martinica, Charles Laval

Charles Laval va pintar la mateixa escena a Paisatge de Martinica. El quadre el va incloure en l'Exposició del Cafè Volpini, però durant un temps va ser atribuït a Gauguin. Avui és d'una col·lecció particular, venut el 2001 per 69.500 lliures esterlines.
El quadre de Gauguin el va vendre ell mateix al compositor Ernest Chausson, probablement per 500 francs. El 1960 va ser donat per Sir Alexander Maitland al museu nacional d'Escòcia en memòria de la seva dona Rosalind.
L'obra està publicada en el catàleg Cogniat-Wildenstein de 1964 amb el número 232, en el catàleg de Gabriele Sugana de 1972 amb el número 61, i en el catàleg de Daniel Wildenstein del 2001 amb el número 248.